# Římskokatolická farnost Luštěnice
Římskokatolická farnost Luštěnice (lat. Luschtienicium) je církevní správní jednotka sdružující římské katolíky na území obce Luštěnice a v jejím okolí. Organizačně spadá do mladoboleslavského vikariátu, který je jedním z 10 vikariátů litoměřické diecéze. Centrem farnosti je kostel sv. Martina v Luštěnicích.

## Historie farnosti
Jedná se původně o středověkou farnost (plebánii), jejíž datum založení není známo. Tato původní farnost zanikla za husitských válek. Matriky jsou pro místo zachovány od roku 1698. Kanonicky byla farnost nově zřízena roku 1750. Z důvodu efektivity duchovní správy byl ve třetím tisíciletí vytvořen farní obvod (kolatura) farnosti – děkanství Dobrovice, jehož součástí je i farnost Luštěnice, která je tak spravována excurrendo.

### Duchovní správcové vedoucí farnost
Začátek působnosti jmenovaného v duchovní správě farnosti od:
- Bušek
- 1373   Nicolaus
- 1391   Martinus
- 1396   Henricus
- Nicolaus
- 1402   Joannes z Brandýsa
- 1405   Wenceslaus
- 1424   Martinus
- 1765   Josephus Pawliczek
- 1783   Car. Bretschneider, † 19. 4.  1803
- 1790   Ioann. Korzinek
- 1794   Franciscus Starey, n. 30. 7. 1755 Launensis, o. 1780
- 1799   František Novotný z Luže,[5] n. 23. 10. 1768 Luž u Vysokého Mýta, o. 7. 8. 1792, † 22. 10. 1826 Luštěnice
- 1826   par. vacat, cap. Anton. Aust
- 1826   Jos. Bürgermeister, n. 23. 7. 1798 Lissens., o. 7. 9. 1823, † 25. 12. 1840
- 1834   Phil. Czebusky, n. 25. 1. 1796 Nymburg, o. 7. 9. 1823, † 26. 8. 1880
- 1842   Dominic. Kozderka, n. 10. 1. 1796 Libáň, o. 24. 8. 1820, † 26. 5. 1876
- 1877   Franc. Pek, n. 4. 10. 1842 Mšeno, o. 29. 6. 1866, † 31. 12. 1905
- 1907   Václav Koranda, n. 24. 9. 1871 Suchdol, o. 7. 7. 1895, †  4. 3. 1920
- 1908   Jos. Jelen, n. 5. 5. 1861 Bohuslavice, o. 13. 7. 1884, † 7. 11. 1918
- 1918   par. vacat, admin. excurr. Mich. Hubař
- 1920   Jos. Novák, n. 14. 2. 1883 Sudoměř, o. 14. 7. 1907, † 3. 11. 1924
- 1. 12. 1920   Jos. Činovský, n. 19. 8. 1885 Vinařice, o. 11. 7. 1909
- 1. 2.  1949    Jos. Pekař
- 1. 8.  1955    Jiří Kabát
- 1. 7.  1956    Miroslav Brabec
- 1. 10. 1956   Josef Havelka
- 29. 12. 1956 Miroslav Brabec
- 1. 10. 1979   Pavel Michal
- 15. 1. 1982   Miroslav Kubík
- 1. 9.  1984    Rudolf Prchal
- 1. 4.  1994    Václav Vlasák
- 1. 9.  1996    Štefan Bednár O.T.
- 1. 1.  2003    František Janíček, admin. exc. z děkanství Dobrovice[6]

Kromě kněží stojících v čele farnosti, působili ve farnosti v průběhu její historie i jiní kněží. Většinou pracovali jako farní vikáři, kaplani, katecheté, výpomocní duchovní aj.

## Území farnosti
Do farnosti náleží území obce:
- Josefov – místní část obce Luštěnice
- Luštěnice (Luschtienitz[6])
- Újezdec
- Voděrady
- Zelená[3]

## Římskokatolické sakrální stavby a místa kultu na území farnosti
| | Fotografie             | Stavba                      | Místo                  | Bohoslužby                      | Zeměpisné souřadnice                                                    | Status                     | Číslo kulturní památky                       |
| Kostel, fara a hřbitov | Kostel, fara a hřbitov | Kostel, fara a hřbitov      | Kostel, fara a hřbitov | Kostel, fara a hřbitov          | Kostel, fara a hřbitov                                                  | Kostel, fara a hřbitov     | Kostel, fara a hřbitov                       |
| --- | ---------------------- | --------------------------- | ---------------------- | ------------------------------- | ----------------------------------------------------------------------- | -------------------------- | -------------------------------------------- |
| 1. |                        | Kostel sv. Martina          | Luštěnice              | bližší informace o bohoslužbách | jižní část vsi, při zámku 50°19′17″ s. š., 14°56′23″ v. d.              | farní kostel               | 23568/2-1642 (Pk•MIS•Sez•Obr•WD) (Q24282787) |
| 2. |                        | Fara                        | Luštěnice              | bohoslužby příležitostně        | Boleslavská 8 50°19′18″ s. š., 14°56′20″ v. d.                          | bývalé sídlo farního úřadu | —                                            |
| 3. |                        | Hřbitov                     | Luštěnice              | bohoslužby příležitostně        | u kostela 50°19′17″ s. š., 14°56′24″ v. d.                              | obecní hřbitov             | —                                            |
| Kaple |                        |                             |                        |                                 |                                                                         |                            |                                              |
| 4. |                        | Kaple sv. Jana Křtitele     | Újezdec                | bližší informace o bohoslužbách | uprostřed obce 50°18′34″ s. š., 14°56′41″ v. d.                         | obecní kaple               | —                                            |
| 5. |                        | Kaple sv. Cyrila a Metoděje | Voděrady               | bližší informace o bohoslužbách | náves 50°20′12″ s. š., 14°56′41″ v. d.                                  | obecní kaple               | —                                            |
| Venkovní sochy a kříže |                        |                             |                        |                                 |                                                                         |                            |                                              |
| 6. |                        | Socha sv. Jana Nepomuckého  | Luštěnice              | —                               | jižní část vsi, při škole 50°19′17″ s. š., 14°56′18″ v. d.              | socha                      | 33335/2-1644 (Pk•MIS•Sez•Obr•WD) (Q37806511) |
| 7. |                        | Kříž                        | Josefov                | —                               | u zemědělské usedlosti Josefov 50°19′12″ s. š., 14°54′13″ v. d.         | kříž                       | —                                            |
| 8. |                        | Kříž                        | Luštěnice              | —                               | ul. Boleslavská, za obcí směr Libichov 50°19′51″ s. š., 14°55′49″ v. d. | krucifix                   | —                                            |
| Některé drobné sakrální stavby a pamětihodnosti lze dohledat zde v databázi Drobné sakrální památky Zaniklé sakrální stavby lze dohledat zde v databázi Poškozené a zničené kostely, kaple a synagogy v České republice |                        |                             |                        |                                 |                                                                         |                            |                                              |

Ve farnosti se mohou nacházet i další drobné sakrální stavby, místa římskokatolického kultu a pamětihodnosti, které neobsahuje tato tabulka.